# Dinotoperla carnarvonensis
Dinotoperla carnarvonensis är en bäcksländeart som beskrevs av Günther Theischinger 1982. Dinotoperla carnarvonensis ingår i släktet Dinotoperla och familjen Gripopterygidae. Inga underarter finns listade i Catalogue of Life.